# 소도사
소도사(蕭道賜)는 남북조 시대 남난릉군(南蘭陵郡) 난릉현(蘭陵縣) 중도향(中都鄕) 중도리(中都里) 출신의 인물로 소부자의 아들, 소순지의 부친, 양무제의 조부이다.

## 생애
소도사의 조상은 311년, 서진에서 일어난 영가의 난을 피해 진릉군 무진현의 동쪽으로 이동한 소정(萧整)이며, 영가의 난으로 난릉군이 둘로 나뉘자 소정을 비롯한 난릉군 사람들은 남쪽으로 이동해 남난릉군(南蘭陵郡)을 설치했다. 소정의 후손인 소도사는 남난릉군의 거남태치서시어사(居南台治書侍御史)를 맡았으며 거주민들에게 평판이 좋았다고 한다. 
유송 시기엔 강하왕(江夏王)의 참군, 치서시어사(治書侍御史)를 역임했으며 남제 말기 산기상서(散騎常書) 및 좌광록대부(左光祿大夫)로 추증되었다. 이후 손자 소연이 소량을 건국하자 특진부군(特進府君)으로 추존되어 칠묘에 위패가 안치되었다.

## 자녀
- 소상지(蕭尚之) - 문선후(文宣侯)로 추존.
- 소순지(蕭順之) - 태조문황제(太祖文皇帝)로 추존.
- 소숭지(蕭崇之) - 충간후(忠簡侯)로 추존.